# Frédéric de Lafresnaye

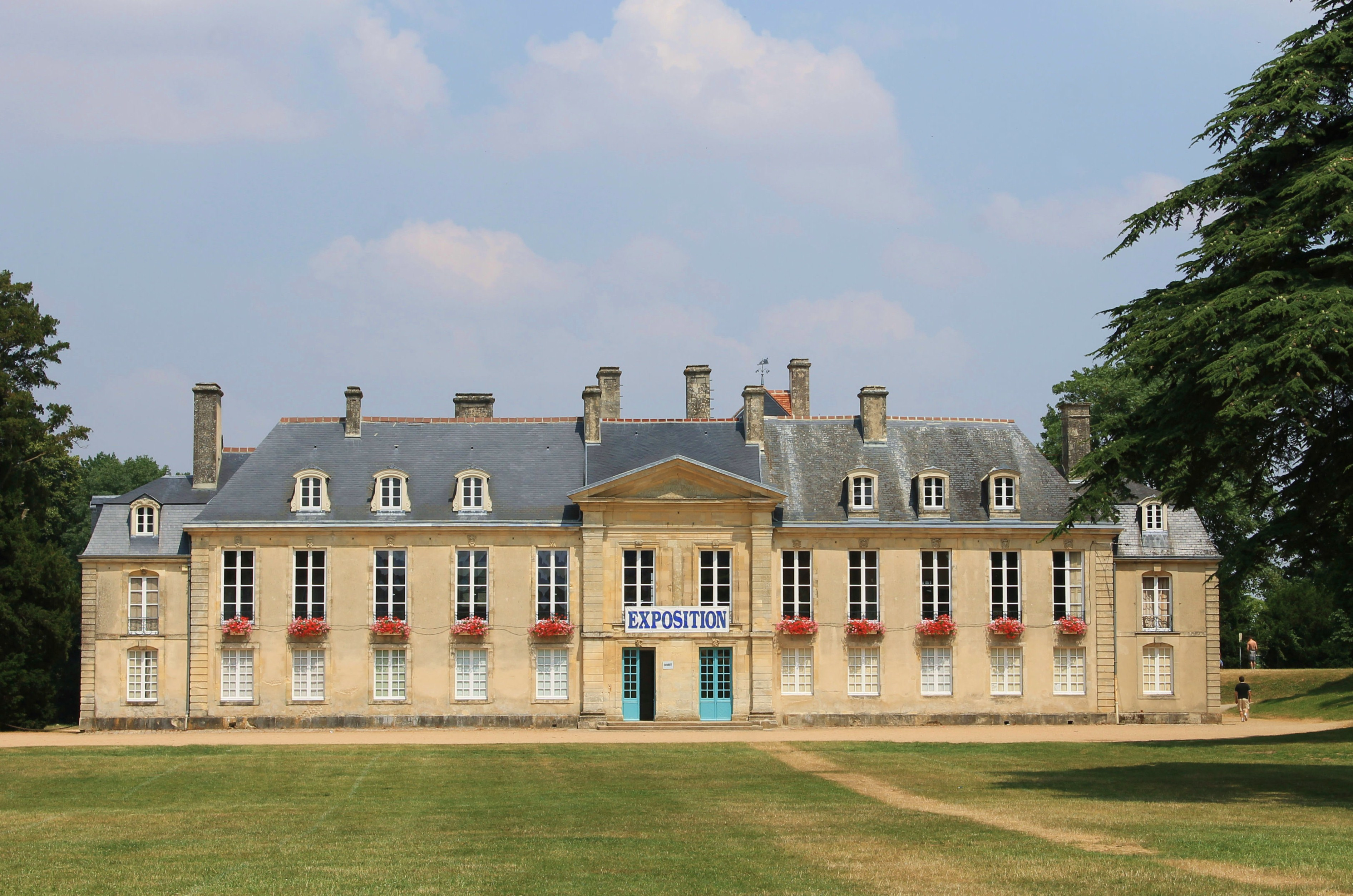
Château de La Fresnaye

Frédéric de Lafresnaye (Falaise, 24 juli 1783 – Falaise, 14 juli 1861), was een Frans concholoog, entomoloog, ornitholoog en taxonoom.

## Leven en werk
Lafresnaye werd geboren in een aristocratisch milieu op het familiekasteel Château de La Fresnaye in Normandië. Als kind had hij al belangstelling van natuurlijke historie, vooral voor schelpen en insecten. Pas toen hij tijdens een excursie in de Franse Alpen bij het Meer van Bourget een grote collectie (opgezette) vogels kon kopen, wendde hij zich tot de ornithologie. Hij was toen 42 jaar.
Lafresnaye ontdekte honderden nieuwe soorten en ondersoorten van vogels. Hij breidde zijn collectie uit tot meer dan 8000 balgen van vogels. Op de IOC World Bird List (versie 3.3., 2013) prijken 231 vogelsoorten die door hem voor het eerst zijn beschreven, waarvan 97 samen met Alcide d'Orbigny als coauteur.
Na zijn dood verwierf de Amerikaanse verzamelaar Henry Bryant deze verzameling. Vervolgens kwam deze collectie via de Natuurhistorische vereniging van Boston terecht bij het Museum of Comparative Zoology (dit is een van de drie natuurhistorische onderzoekmusea op de universiteitsterrein van de Harvard-universiteit, waarbij het Harvard Museum of Natural History het openbaar toegankelijke deel is).
Lafresnaye was sterk gehecht aan zijn vaderland Frankrijk en verliet het land slechts voor korte reizen zoals naar de Pyreneeën, de Alpen, Nederland en Engeland. Ondanks zijn belangstelling voor vogelsoorten van andere continenten, kwam hij nooit buiten Europa. Hij verdiepte zich liever in de avontuurlijke reisbeschrijvingen die hij analyseerde en in eigen publicaties van commentaar voorzag. Zo besteedde hij veel tijd aan de vogelbeschrijvingen van 
Louis Jean Pierre Vieillot uit zijn Nouveau Dictionnaire d'Histoire Naturelle.
Hij correspondeerde met andere natuuronderzoekers zoals Karel Lucien Bonaparte, Johann Natterer, Hermann Schlegel, Philip Lutley Sclater, George Robert Gray, John Gould, Thomas Campbell Eyton, Maximilian zu Wied-Neuwied en René Primevère Lesson. Velen van hen bezochten hem op het familiekasteel om zijn collectie te bestuderen en te vergelijken.
Verder hield hij zich graag bezig met Franse maatschappelijke, landbouwwetenschappelijke en louter academische vraagstukken.
- Gemeinsame Normdatei: 1012859045
- International Standard Name Identifier: 0000 0001 2031 2587
- Library of Congress Control Number: no2009120954
- SNAC: w6np5dss
- Virtual International Authority File: 96820917
- WorldCat: E39PBJdMhVgg9dHVWtkYtQdRKd